# Двигатель Toyota NZ
NZ — семейство бензиновых двигателей фирмы Toyota Motor Corporation. Имеет рядную 4-цилиндровую конструкцию, 4 клапана на цилиндр, цепной привод распределительного вала и алюминиевый блок цилиндров. В некоторых версиях используется система сдвига фаз газораспределения VVT-i.

## Маркировка двигателя
Двигатели Toyota маркируются по системе маркировки Toyota:
- Цифра — номер поколения двигателя
- Буквы — семейство двигателя
- Суффикс — специфические особенности

1NZ-FXE — 1 поколение двигателей NZ
- F — клапанный механизм DOHC с «экономичными» узкими фазами
- X — цикл Аткинсона
- E — электронный впрыск
- N — газобаллонное оборудование

## 1NZ-FXE

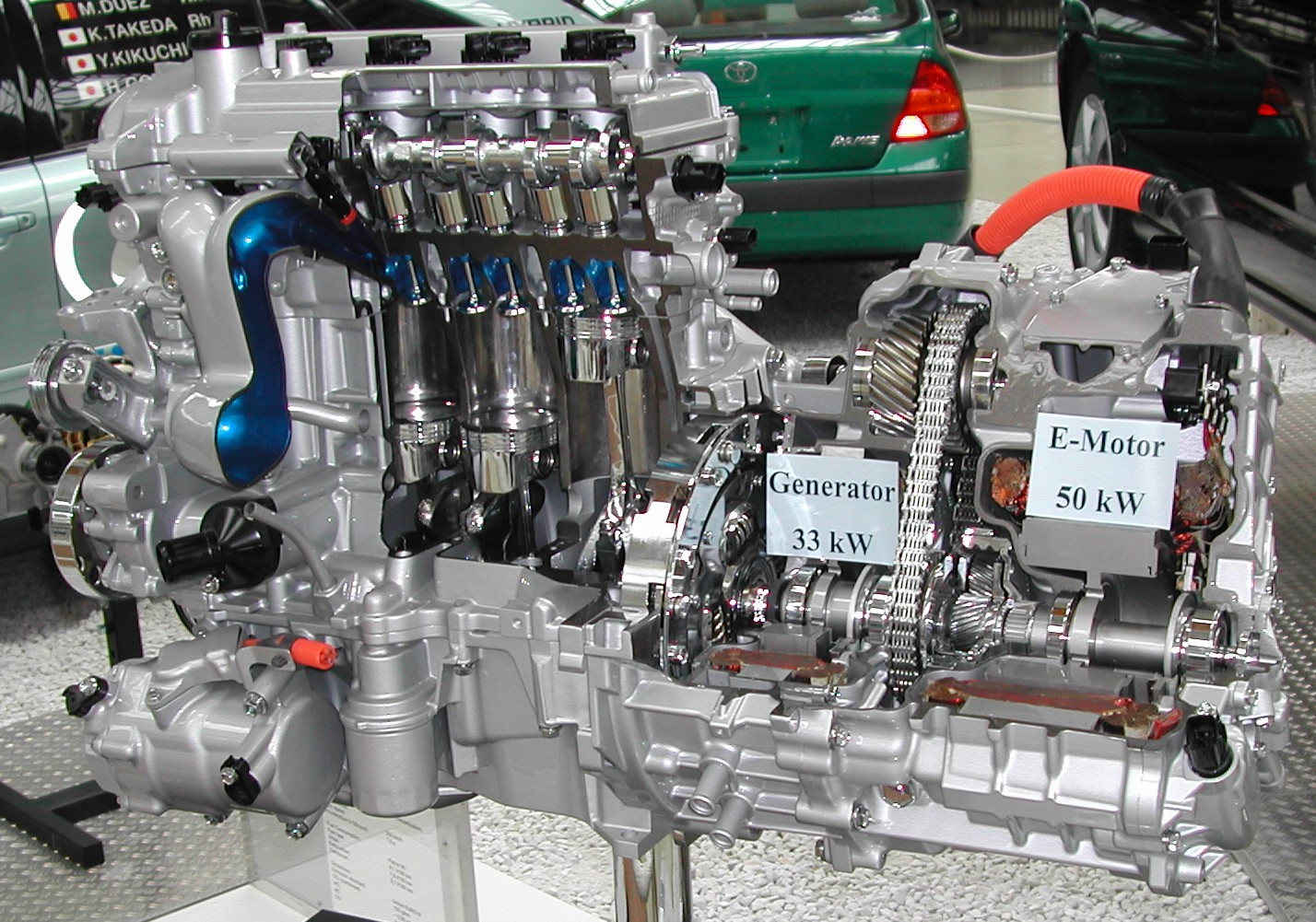
Гибридный привод HSD в разрезе

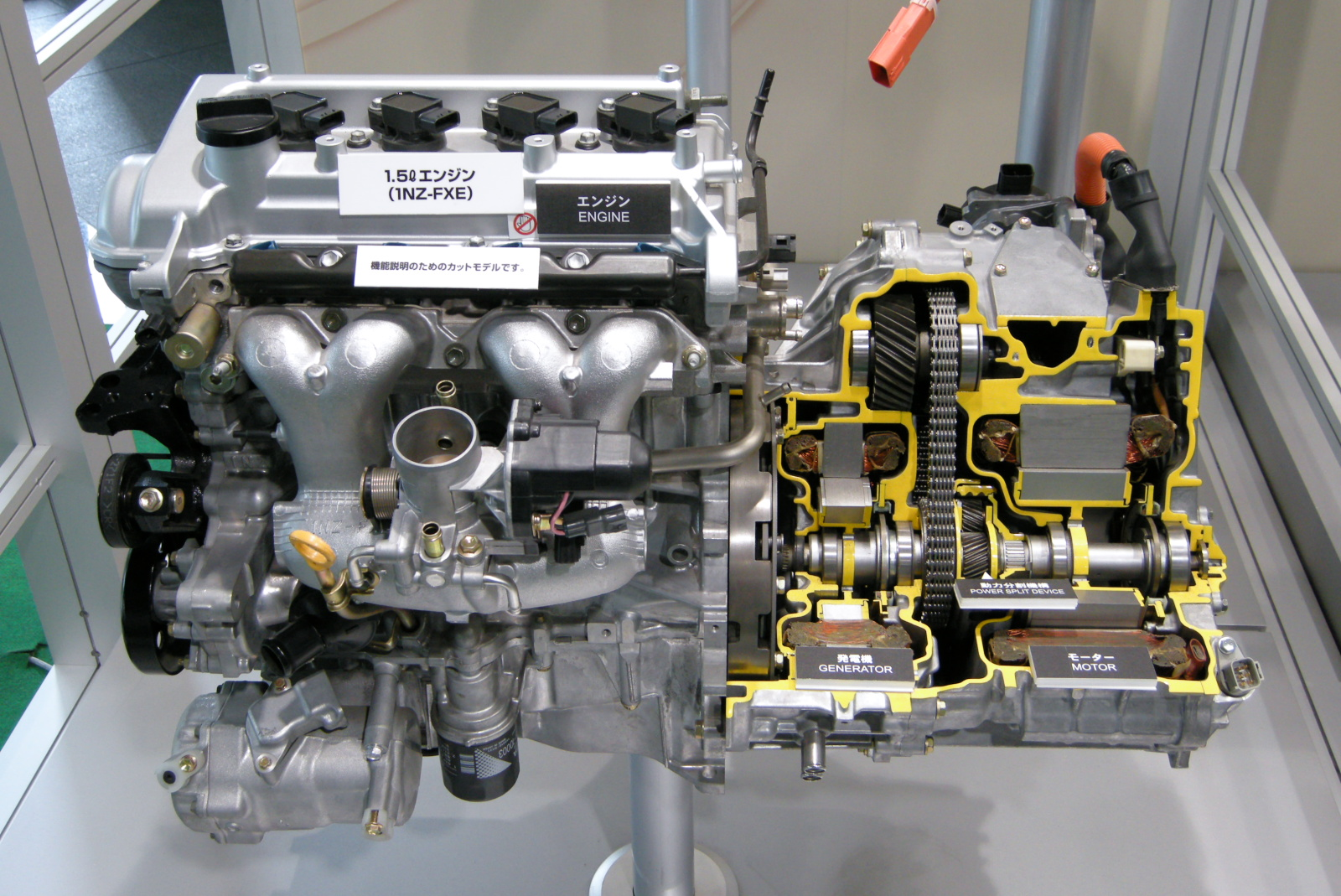

1NZ-FXE - самая ранняя версия двигателя, первоначально выпускалась только для внутреннего рынка Японии, была специально сконструированa как часть гибридного привода «Hybrid Synergy Drive» для автомобиля «Toyota Prius».
Работает по циклу Аткинсона (точнее, по его модифицированному варианту — циклу Миллера второго типа), с запаздыванием закрытия впускного клапана, с высокой степенью сжатия (13:1).
Впускной коллектор изготовлен из пластикового композитного материала, что типично для бензиновых двигателей Toyota 2000-х годов.

## Технические характеристики
- Топливо — бензин
- Охлаждение — водяное
- Кол-во цилиндров — 4
- Рабочий объём — 1496 см³
- Мощность — в зависимости от модификации (NHW-10, 11, 20)

## Интернациональные награды
- Best Eco-friendly 2000
- Best Eco-friendly 2001
- Best New Engine 2004
- Best Fuel Economy 2004
- Best 1.4-litre to 1.8-litre 2004
- International Engine of the Year 2004
- Best Fuel Economy 2005
- Best 1.4-litre to 1.8-litre 2005[6]
- Best Fuel Economy 2006
- Best 1.4-litre to 1.8-litre 2006  (англ.)

## 1NZ-FE
Модификация 1NZ-FE, работающая по циклу Отто. Значительно унифицирована по деталям с последним, имеет мощность 109 л. с.. Степень сжатия снижена до 10.5:1, введена система VVT-i.
Применяется на автомобилях:
- Toyota Yaris/Echo
- Scion xA/ist
- Scion xB
- Toyota bB
- Toyota Vios
- Toyota Ractis
- Toyota Raum
- Toyota Porte
- Toyota Platz
- Toyota Auris
- Toyota Fun Cargo
- Toyota Premio
- Toyota Allion
- Toyota Sienta
- Toyota WiLL
- Toyota Probox[7]
- Toyota Succeed
- Toyota Ractis
- Toyota Corolla Axio
- Toyota Corolla Fielder

## 2NZ-FE
Имеет объем 1,3 л., мощность 84 л. с.. На разные автомобили устанавливается с системой VVT-i и без неё. Применяется на автомобилях:
- Toyota Yaris/Echo/Vitz
- Toyota Funcargo
- Toyota Vios
- Toyota Ractis
- Toyota Platz
- Toyota Corolla
- Toyota IST/Scion xA
- Toyota Probox (только в кузове NCP-50)
- Toyota bB